# Сливиньский, Збигнев
Збигнев Сливиньский (пол. Zbigniew Śliwiński; 18 апреля 1924, Варшава — 16 ноября 2003, Енджеево, гмина Чарнкув) — польский пианист и музыкальный педагог.
В 1937—1940 гг. учился игре на фортепиано в городе Милянувек у Леха Миклашевского, в годы Второй мировой войны занимался в подпольной консерватории в Варшаве у Зофьи Буцкевич, после её смерти вернулся в Милянувек, где учился у Болеслава Войтовича. По окончании войны поступил в класс Войтовича в Катовицкой высшей школе музыки, окончив её с отличием в 1949 г. В 1953—1956 гг. продолжал заниматься под руководством Войтовича в Кракове.
Концертировал как солист с различными польскими оркестрами, выступал как аккомпаниатор с певицами Иреной Левиньской и Зофьей Янукович. Оставил ряд записей в архиве Польского радио. Под редакцией Сливиньского выходили издания произведений Гайдна, Моцарта, Мендельсона, Черни, Прокофьева.
С 1945 г. преподавал в музыкальных школах. В 1961 г. перебрался в Сопот, где работал в Высшей музыкальной школе, в 1966 г. вместе со школой обосновался в Гданьске, много лет заведовал кафедрой фортепиано Гданьской музыкальной академии, с 1982 г. профессор, в 1982—1984 гг. её проректор. Среди его учеников, в частности, Эва Поблоцка и Ежи Суликовский.
Кавалер (1976), офицер (1984), командор (1997) Ордена Возрождения Польши.